# Biomass and Bioenergy
Biomass and Bioenergy is een internationaal, aan collegiale toetsing onderworpen wetenschappelijk tijdschrift op het gebied van de biotechnologie en de energietechniek.
De naam wordt in literatuurverwijzingen meestal afgekort tot Biomass Bioenergy.
Het wordt uitgegeven door Elsevier en verschijnt maandelijks.